# Lancia 703
Le Lancia 703 Esatau est un châssis pour autobus et autocars de ligne ou de tourisme, produit par le constructeur italien LANCIA Bus à partir de 1957, destiné aux carrossiers industriels spécialisés.
Lancé avec la seconde série du camion Lancia Esatau B, le châssis de l'autobus Lancia 703 a été utilisé par nombre de grands carrossiers industriels italiens, comme cela était en vigueur en Italie à cette époque.
Après le succès du modèle Esatau V11, le constructeur italien, soucieux de la qualité préservée de ses productions, lance celui qui sera le produit industriel le plus diffusé de la gamme Lancia.
Le châssis du Lancia 703 Esatau a été créé pour une utilisation très polyvalente en version autobus urbain comme en version autocar de ligne ou de tourisme. Sa version urbaine offre une capacité de transport importante pour un véhicule de cette catégorie : 74 places : 14 assises, 2 de service (conducteur et contrôleur) et 57 debout dans la version de 10,00 mètres. Ce bus urbain a connu un beau succès commercial, bien que très concurrencé par les Fiat 410 et Alfa Romeo Mille AU. Sa robustesse légendaire et ses caractéristiques mécaniques de fiabilité feront que les derniers exemplaires de la société ATM Milan et ATAC Rome, qui en ont compté plus de 300 exemplaires dans leurs parcs respectifs, ont été radiés après 20 ans de service régulier. Nombreux sont les véhicules qui ont été exportés vers l'Afrique, en (ex) URSS ou en Érythrée notamment et dont plusieurs circulaient encore en 2010.
Ce véhicule a marqué un tournant dans la conception des autobus urbains. En effet, dans le but d'abaisser le plancher et donc faciliter l'accès, le moteur a été placé à plat sous le plancher entre les essieux. Le plancher se trouve à seulement 67 cm du sol facilitant l'accès par seulement 2 marches. Le poste de conduite est rehaussé de 40 cm par rapport au plancher plat du véhicule pour favoriser la visibilité du conducteur en toutes circonstances, visibilité augmentée avec le parebrise plat en deux parties ou en éperon, selon la commande client et le carrossier.
La suspension est pneumatique, plus souple que les suspensions traditionnelles à lames ou ressorts et amortisseurs hydrauliques.

## La législation italienne en matière de transports en commun
En Italie, les moyens de transport doivent respecter un nombre important de normes imposées par le code de la route, des transports publics :
- phares et feux - nombre, forme, implantation, puissance, etc.,
- dimensions extérieures du véhicule,
- accessibilité : 2 portes pour les autobus urbains de classe midi (jusqu'à 9 mètres de longueur), les autocars de ligne interurbaines et GT, 3 portes pour les autobus urbains de 11 mètres et 4 portes pour les autobus urbains de 12 mètres.
- le nombre d'essieux, 2 pour les véhicules jusqu'à 11 mètres et 3 au delà, cette disposition a été modifiée en 1972 en repoussant la longueur autorisée à 12 mètres avec 2 essieux.
- la couleur : référence "ministérielle" bleu pour les autocars de ligne régulières, jaune pour les bus scolaires, orange pour les autobus urbains. Toute autre couleur unique ou panachée pour les autocars de tourisme et GT. En 1960, la couleur officielle pour les autobus urbains était le vert,
- aménagement intérieur : seuls des matériaux incombustibles doivent être employés d'où la présence quasi systématique de sièges en contreplaqué préformé ou matériau de synthèse dur dans les autobus urbains.

et doivent également respecter les cahiers des charges spécifiques de régies municipales qui portent sur des points particuliers d'aménagement.
(Rappel : un pare-brise en éperon est plat mais saillant sur l'avant. La partie horizontale en saillie est vitrée et permet au chauffeur de s'approcher au plus près des véhicules le précédant sans risque de les heurter grâce à une visibilité parfaite sur l'avant bas.)

## Les différentes versions
Comme de coutume en Italie, les constructeurs livrent des châssis motorisés aux carrossiers spécialisés. Le Lancia 703 Esatau, considéré à juste titre comme une base excellente, fut commercialisé avec plusieurs carrosseries conçues et réalisées par : 
- Pistoiesi, 120 exemplaires ont circulé à l'ATAC Roma,
- Viberti, 87 exemplaires à l'ATAC Roma,
- Casaro, 47 exemplaires à l'ATAC Roma.

L'ATM Milan a acquis plus de 300 Lancia 703 dans les versions OMS de Padoue et Pistoiesi. On ne connait pas la répartition entre ces versions. L'ATM Turin en a acquis 120 exemplaires SEAC-Viberti.

## La version autocar 703 Esatau GT
Les grandes qualités de ce châssis motorisé Lancia ont conduit la Carrozzeria Bianchi notamment, à réaliser, entre 1960 et 1964, une version GT disposant de 42 places assises et un équipement de grand luxe.